# Ekboarmia fascinataria
Ekboarmia fascinataria är en fjärilsart som beskrevs av Otto Staudinger 1900. Ekboarmia fascinataria ingår i släktet Ekboarmia och familjen mätare. Inga underarter finns listade i Catalogue of Life.